# Кристіан Кристоферсен Сеєстед
Кристіан Кристоферсен Сеєстед (22 лютого 1666 — 19 липня 1740) — данський державний діяч, другий великий канцлер Данії з 1708 до 1721 року.
Походив з голштинської дворянській родині Сеєстед.
Сеєстед пішов у відставку в 1699 році як Надзвичайний посланник у Стокгольмі і був 1700—1707 і знову з 1708 секретар рейхсканцелярії, а саме міністр закордонних справ (в 1721 році), а також таємний радник і член засіданні кабінету. Таким чином, він міцно тримався за союз з Росією проти Швеції і мав значну частку в Slesvigs інкорпорації в 1721 році він був тоді stiftsamtman єпархія Фюн, але використовували узливання в дипломатичних придбань. Між 1728—1731, він був послом в Парижі і 1734—1735 в Стокгольмі, де він вступив в альянс 5 жовтня 1734.